# Dan Shorey
 Dan Shorey (Banbury, 22 de abril de 1938) es un expiloto de motociclismo británico, que compitió en el Campeonato del Mundo de Motociclismo, desde 1961 hasta 1969.

## Biografía
Shorey nació en el seno de una familia muy metida en el mundo del motociclismo. Su padre, Bert, tenía un taller de motocicletas en Banbury (Oxfordshire), el North Bar garage, y, al mismo tiempo, competía en carreras de velocidad y grasstrack. Bert Shorey había ganado, entre otros, la Red Marley de 1938 con una Rudge 250. Dan dejó el colegio en 1954 para trabajar en el taller de su padre y, siguiendo sus pasos, se inició en el mundo del grasstrack y el motocross. En 1955 debutó en carreras de velocidad tomando parte en el Motor Cycling Club Speed trials, en el circuito de Silverstone, con una Triumph Tiger Cub de 200 cc con la que ganó la cqategoría.
En 1956, Dan Shorey disputó su primera auténtica carrera de velocidad en Mallory Park con la Rudge 250, acabando en una posición media. Su éxito hizo que Stan Hailwood lo escogiera para ser el compañero de su hijo, el todavía desconocido Mike Hailwood, a las 500 millas de Thruxton, carrera que se disputó en junio de 1958. Ambos pilotos compartieron una Triumph T110 y ganó la prueba de forma tan autoritaria que algunos de sus rivales comentaron que la auténtica triunfadora había sido la moto, més que los dos pilotos. Però pronto todo el mundo se dio cuenta de que aquella victoria no había sido casual.
Shorey compró poco después una MV Agusta 125 a Mike Hailwood y, con ella, ganó el «Pinhard Prize», otorgado al mejor corredor de club menor de 21 años. Su carrera deportiva fue mejorando, con récords de vuelta rápida en circuitos de toda Inglaterra, ganando el 125 ACU Gold Star en 1961 y 1962 y la 250 ACU Gold Star en 1962; Ese mismo año debutó a todas cinco carreras individuales en la  TT Isla de Man: a 50 cc con una Kreidler, a 125 cc y 250 cc con una Bultaco TSS y en 350cc y 500cc con una Norton Manx, motocicletas que siguió usando durante años.
Shorey fue uno de los primeros pilotos oficiales de Bultaco en competiciones internacionales. Cuando el fabricante español comenzó a producir las TSS a comienzos de los 60, se convirtió en uno de los pocos fabricantes capaces de ofrecer una competencia efectiva a los tres gigantes japoneses (Yamaha, Honda y Suzuki). Shorey, además de ser el primero en importar las Bultaco en el Reino Unido, fue fichado por la marca como piloto oficial para disputar los Grandes Premios en Europa. En aquella época, ser piloto oficial de un fabricante no era tan cómodo como en la actualidad, ya que aunque Bultaco proporcionaba las motocicletas y sus recambios, toda la preparación y el mantenimiento correspondientes las tenían que hacer el propio piloto o sus mecánicos. Para Shorey, eso no era ningún problema ya que era un reconocido ingeniero de motores que se ganaba la vida preparando y reparando motores. Piloto polifacético, practicó también el trial y dentro de esta modalidad, fue el primero en pilotar una Bultaco en un trial británico: cuando en 1961 visitó la fàbrica catalana le pidió permiso al director de la empresa, Paco Bultó, para seguir competiendo con motos británicas en esta modalidad en su país. Bultó le dio una Sherpa N y le dijo que utilizase esta moto, modificándola a su gusto. Shorey así lo hizo y ya a finales de ese año disputó una prueba en el Traitors Ford con esa moto, adaptada de forma artesanal.
Con una Norton Manx ganó el Gran Premio de Austria  de 1965 en la categoría de 500cc, a Salzburgring (una carrera que no puntuaba para el mundial), el mismo año que ganó el Campeonato Británico de 350cc. En 1968, fue segundo en el Gran Premio de Alemania de 500cc en Nürburgring. A lo largo de su carrera, Shorey ganó muchas Silver TT Replica en la Isla de Man y siguió corriendo hasta finales de la década los 80 en diferentes carreras de motocicletas clásicas con su Norton Manx 350.

## Resultados en el Mundial de Velocidad
Sistema de puntuación desde 1950 hasta 1968:
| Posición | 1 | 2 | 3 | 4 | 5 | 6 |
| Puntos   | 8 | 6 | 4 | 3 | 2 | 1 |

Sistema de puntos desde 1969 a 1987:
| Posición | 1.º | 2.º | 3.º | 4.º | 5.º | 6.º | 7.º | 8.º | 9.º | 10.º |
| Puntos   | 15  | 12  | 10  | 8   | 6   | 5   | 4   | 3   | 2   | 1    |

| Año  | Categoría | Equipo    | 1       | 2       | 3       | 4       | 5       | 6      | 7       | 8      | 9       | 10      | 11      | 12     | 13    | Puntos | Pos. |
| ---- | --------- | --------- | ------- | ------- | ------- | ------- | ------- | ------ | ------- | ------ | ------- | ------- | ------- | ------ | ----- | ------ | ---- |
| 1961 | 125cc     | Bultaco   | ESP Ret | GER -   | FRA -   | IOM 9   | NED -   | BEL -  | RDA -   | ULS 10 | NAT -   | SWE -   | ARG -   |        |       | 0      | -    |
| 1961 | 250cc     | NSU       | ESP 6   | GER -   | FRA -   | IOM 8   | NED -   | BEL -  | RDA -   | ULS 9  | NAT -   | SWE -   | ARG -   |        |       | 1      | 18.º |
| 1961 | 350cc     | Norton    |         | GER -   |         | IOM Ret | NED -   |        | RDA -   | ULS -  | NAT -   | SWE -   |         |        |       | 0      | -    |
| 1961 | 500cc     | Norton    |         | GER -   | FRA -   | IOM Ret | NED -   | BEL 12 | RDA -   | ULS -  | NAT -   | SWE -   | ARG -   |        |       | 0      | -    |
| 1962 | 50cc      | Kreidler  | ESP -   | FRA -   | IOM 11  | NED 7   | BEL 10  | GER 9  |         | RDA 6  | NAT 7   | FIN -   | ARG -   |        |       | 1      | 15.º |
| 1962 | 125cc     | Bultaco   | ESP Ret | FRA 8   | IOM 13  | NED 8   | BEL Ret | GER -  | ULS Ret | RDA -  | NAT 11  | FIN -   | ARG -   |        |       | 0      | -    |
| 1962 | 250cc     | Bultaco   | ESP 4   | FRA 4   | IOM 6   | NED 9   | BEL 8   | GER 9  | ULS 7   | RDA 6  | NAT -   | FIN -   | ARG -   |        |       | 8      | 10.º |
| 1962 | 350cc     | Norton    |         |         | IOM Ret | NED -   |         | GER -  | ULS -   | RDA -  | NAT -   | FIN -   |         |        |       | 0      | -    |
| 1962 | 500cc     | Norton    |         |         | IOM Ret | NED -   | BEL -   |        | ULS Ret | RDA -  | NAT -   | FIN -   | ARG -   |        |       | 0      | -    |
| 1963 | 125cc     | Bultaco   | ESP 10  | GER -   | FRA -   | IOM 20  | NED -   | BEL -  | ULS -   | RDA -  | FIN -   | NAT -   | ARG -   |        |       | 0      | -    |
| 1963 | 250cc     | Bultaco   | ESP Ret | GER -   | FRA -   | IOM 9   | NED -   | BEL -  | ULS -   | RDA -  | FIN -   | NAT -   | ARG -   |        |       | 0      | -    |
| 1963 | 350cc     | AJS       |         | GER -   |         | IOM 28  | NED 10  |        | ULS -   | RDA 8  | FIN -   | NAT 5   |         |        |       | 2      | 18.º |
| 1963 | 500cc     | Matchless |         |         |         | IOM -   | NED Ret | BEL 11 | ULS -   | RDA 8  | FIN -   | NAT Ret | ARG -   |        |       | 0      | -    |
| 1964 | 350cc     | AJS       |         |         |         | IOM 33  | NED -   |        | GER 11  | RDA -  | ULS -   | FIN -   | NAT -   | JAP -  |       | 0      | -    |
| 1964 | 500cc     | Norton    | USA -   |         |         | IOM 17  | NED 8   | BEL 9  | GER Ret | RDA 10 | ULS 10  | FIN -   | NAT -   |        |       | 0      | -    |
| 1965 | 350cc     | Norton    |         | GER -   |         |         | IOM 16  | NED 8  |         | RDA 6  | CZE 6   | ULS 7   | FIN -   | NAT 13 | JPN - | 2      | 22.º |
| 1965 | 500cc     | Norton    | USA -   | GER Ret |         |         | IOM 18  | NED 6  | BEL 10  | RDA 10 | CZE 7   | ULS 10  | FIN -   | NAT 12 |       | 1      | 26.º |
| 1966 | 350cc     | Norton    |         | GER -   | FRA -   | NED 15  |         | RDA 7  | CZE 10  | FIN -  | ULS -   | IOM Ret | NAT -   | JPN -  |       | 0      | -    |
| 1966 | 500cc     | Norton    |         | GER 7   |         | NED 12  | BEL 11  | RDA 8  | CZE 13  | FIN -  | ULS Ret | IOM 19  | NAT Ret |        |       | 0      | -    |
| 1967 | 350cc     | Norton    |         | GER -   |         | IOM 13  | NED 9   |        | RDA 6   | CZE 11 |         | ULS -   | NAT -   |        | JPN - | 1      | 17.º |
| 1967 | 500cc     | Norton    |         | GER -   |         | IOM Ret | NED 4   | BEL 9  | RDA 6   | CZE 10 | FIN -   | ULS Ret | NAT 8   | CAN -  |       | 4      | 11.º |
| 1968 | 350cc     | Norton    | GER 5   |         | IOM -   | NED 9   |         | RDA -  | CZE -   |        | ULS -   | NAT Ret |         |        |       | 0      | -    |
| 1968 | 500cc     | Norton    | GER 2   | ESP -   | IOM -   | NED -   | BEL -   | RDA 10 | CZE 6   | FIN -  | ULS -   | NAT Ret |         |        |       | 7      | 9.º  |
| 1969 | 500cc     | Matchless | ESP -   | GER -   | FRA 9   | IOM -   | NED 13  | BEL 8  | RDA -   | CZE 5  | FIN -   | ULS -   | NAT -   | YUG -  |       | 11     | 25.º |